# Blues del desierto
Tishoumaren (ⵜⵉⵛⵓⵎⴰⵔⴻⵏ alfabeto neo-tifinagh ) o assouf, conocido internacionalmente como blues del desierto, es un estilo musical de la región del Sahara en el norte y oeste de África. Los críticos describen la música como una fusión de blues y rock con música tuareg, maliense o del norte de África. Es descrita con otros términos, incluido rock del desierto, rock sahariano, Takamba, blues de Mali y  rock tuareg. Este estilo fue desarrollado por músicos tuareg en la región del Sahara, particularmente en Mali, Níger, Libia, Argelia, Burkina Faso, entre otros; también fue desarrollado por artistas saharauis en el Sahara Occidental.
Este estilo musical se desarrolló como una expresión de la cultura de los tuareg, los cuales son tradicionalmente nómadas, en medio de una complicada situación sociopolítica, incluidas rebeliones, desplazamientos masivos y exilio en el África poscolonial. La palabra Tishoumaren deriva del francés chômeur, que significa "los desempleados".
El género fue iniciado y popularizado fuera de África por Ali Farka Touré y más tarde por Tinariwen. En años recientes, artistas como Mdou Moctar y Bombino han continuado adaptando la música rock sahariana y alcanzado éxito internacional.

## Contexto histórico
El pueblo tuareg habita en el noroeste de África, región que abarca grandes porciones del Sahara a lo largo de las actuales fronteras de Mali, Argelia, Níger, Libia y Chad, y en menor medida, llegando hasta Burkina Faso y Nigeria. Durante siglos, se desarrollaron como pastores nómadas involucrados en el comercio transahariano.
A principios del siglo XX, los tuaregs fueron sometidos al dominio colonial francés, después de un prolongado movimiento de resistencia y una rebelión fallida. Después de la Descolonización de África en las décadas de 1950 y 1960, las tierras habitadas por la población tuareg fueron divididas principalmente entre los recientemente creados países de Malí, Argelia, Níger, Libia, Burkina Faso y Chad, lo que los convirtió en minorías étnicas en toda la región. Durante las siguientes décadas, los recursos naturales disminuyeron debido a la creciente desertificación y desde entonces las minorías tuareg se han visto involucradas en una serie de conflictos y rebeliones, lo cual ha dificultado la supervivencia del pueblo Tuareg y su cultura.
En 1973, una sequía obligó a una gran cantidad de personas hablantes de tamasheq a reconsiderar su forma de vida tradicional como pastores nómadas. Muchos se refugiaron en centros urbanos de toda la región. Sin embargo, debido a su falta de educación formal, el desempleo era generalizado entre los tamasheq. El término ishumar comenzó a usarse para describir a los jóvenes Tamasheq. Entre muchos de los jóvenes marginados económica y políticamente empezó a surgir una cultura única, a veces rebelde o revolucionaria por naturaleza, que reafirmaba su orgullo cultural.[cita requerida]
Muchos jóvenes, incluidos futuros miembros de Tinariwen, fueron empleados en una unidad militar Tamasheq creada por el líder militar libio Muammar al-Gaddafi .  Además de recibir entrenamiento militar y armas en los campamentos financiados por Gaddafi, muchos de los jóvenes Tamasheq también estuvieron expuestos a las ideas revolucionarias, tales como el panafricanismo, y a la música popular.[cita requerida] En las décadas siguientes, los tamasheq se vieron involucrados en prolongados episodios de violencia y rebeliones contra los distintos gobiernos de la región, tanto como víctimas como perpetradores. Las historias de tensión sociopolítica se han transmitido a través de la música, contribuyendo y moldeando parcialmente la cultura y los ideales del pueblo tamasheq.[cita requerida]

## Ishumar
La música de los jóvenes desplazados de sus regiones de origen, que a menudo vagaban de una ciudad a otra, era principalmente de guitarra, primero acústica y luego eléctrica. Estos individuos eran denominados ishumar, un término derivado de la palabra francesa chômeur, palabra usada para describir a una persona desempleada.  Los creadores del estilo musical fueron Tinariwen, un grupo de músicos parte de los campamentos financiados por Gadafi que formaron una agrupación musical en 1979. Tinariwen fue el primer grupo Tamasheq en utilizar guitarras eléctricas y son considerados los creadores del género. 
Durante la rebelión contra el gobierno de Mali, la música de Tinariwen se difundió mediante casetes en los campamentos. A principios de la década de 1990, el grupo comenzó a ganar mayor exposición a través de la asociación con la banda francesa Lo'jo .  Otros métodos de distribución, tales como los mp3 en teléfonos celulares, y los festivales de música como el Festival au Désert, contribuyeron a aumentar la popularidad del género durante las décadas del 2000 y 2010. 

## Estilo musical
El estilo mezcla el blues eléctrico con ritmos y sonidos tradicionales de Oriente Medio y África. 
Las canciones generalmente se cantan en idioma tamasheq. Descritas como descendientes de la poesía tradicional tuareg, con temas que incluyen la rebelión, la guerra y la belleza, y a menudo mencionan el propio desierto del Sahara. También son explorados temas como la nostalgia y el anhelo de mantener las tradiciones tuareg en el exilio.
Musicalmente, el tende, un tipo de tambor, y el laúd maliense de tres cuerdas teherdent, también conocido como xalam o molo son las raíces del estilo. La música chaabi del Magreb es otra de sus influencias. Muchos músicos de rock saharauis han citado a Jimi Hendrix como una influencia clave, incluido Mdou Moctar, quien ha sido descrito como el «Hendrix del Sahara».
En años recientes, algunos artistas han adaptado aún más el sonido para introducir arreglos instrumentales más típicos del rock occidental, como reemplazar los instrumentos de percusión tradicionales con baterías . La música de Songhoy Blues, Mdou Moctar, Amadou & Mariam y Bab L'Bluz ha sido posteriormente etiquetada como "punk del desierto" y rock psicodélico.  Varios álbumes de fusión, como The West African Blues Project, del vocalista de la agrupación Touré Kunda, Modou Toure, y del guitarrista de blues británico Ramon Goose, han proporcionado una exploración más profunda mezclando el blues occidental con la música nativa del Sahara y las regiones subsaharianas. Una nueva ola de artistas de blues del desierto como Tissilawen  comenzó a surgir a mediados de la década de 2000 y ha continuado ganando popularidad hasta la actualidad. 